# Down Home
Pour plus de détails, voir Fiche technique et Distribution.
Down Home est un film américain réalisé par Irvin Willat, sorti en 1920.

## Synopsis
Nance Pelot fait vivre son père alcoolique et elle-même en jouant du piano dans une auberge appartenant à Larry Shayne. Chet Todd, le fils d'un commerçant, est amoureux de Nance, mais sa réputation pâtit de sa profession, et la mère de Chet est contre cette idylle. Nance hérite de sa mère une petite ferme. Shayne découvre que cette propriété a de la valeur, il cherche à faire perdre cet héritage à Nance. Après une série de mésaventures, Joe a arrêté de boire et Chet a sauvé la ferme des projets de Shayne. Quand Nance vend la ferme, elle en tire un revenu confortable, et le respect de sa future belle-mère. 

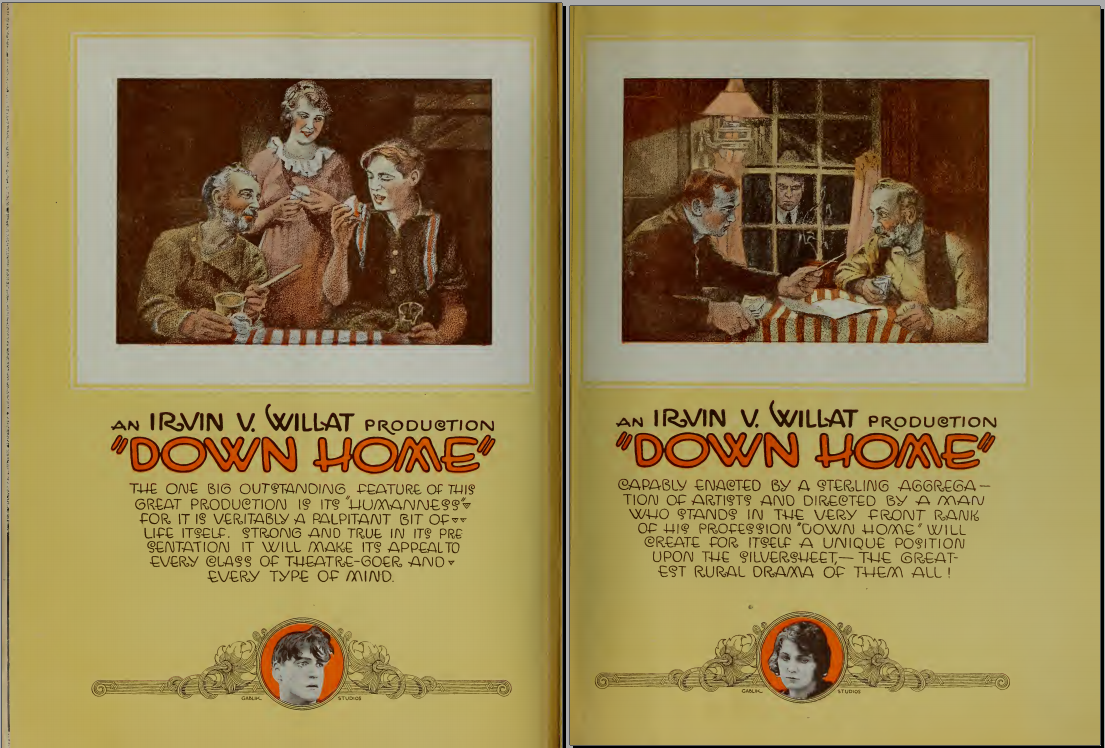
Publicité parue dans Film Daily

## Fiche technique
- Titre original : Down Home
- Réalisation : Irvin Willat, assisté de John Waters
- Scénario : Irvin Willat, d'après le roman Dabney Todd de F. N. Westcott
- Direction artistique : Harold G. Oliver
- Décors : A.F. Erickson
- Photographie : Frank M. Blount, Andrew Webber
- Société de production : Willat Productions
- Société de distribution : W.W. Hodkinson
- Pays d'origine :  États-Unis
- Langue originale : anglais
- Format : noir et blanc — 35 mm — 1,37:1 — Film muet
- Genre : drame
- Durée : 70 minutes
- Dates de sortie :
  - États-Unis : octobre 1920

## Distribution
- Leatrice Joy : Nance Pelot
- James Barrows : Dabney Todd
- Edward Hearn : Chet Todd
- Aggie Herring : Mme Todd
- Edward Nolan : Martin Doover
- Robert Daly : Joe Pelot
- Sidney A. Franklin : Cash Bailey
- Bert Hadley : Révérend Blake
- Frank Braidwood : Larry Shayne
- Robert Chandler : Howe, le diacre
- Nelson McDowell : Lige Conklin